# Kapellerbos
Het Kapellerbos is een hellingbos in Nederlands Zuid-Limburg in de gemeente Landgraaf. Het bos ligt ten noordwesten van de wijk Leenhof in Schaesberg, ten oosten van de Heerlense wijk Schaesbergerveld en ten zuiden van Kakert.
Een deel van het bos en omliggende gebied bevindt zich in het Rijksbeschermd gezicht Heerlen-Landgraaf - Leenhof-Schaesberg. Op een open plek in het bos staat de Leenderkapel.
Het bos is eigendom van de gemeente Landgraaf.

## Geografie
Het bos ligt op een heuvelrug, de Leenderberg, die een zuidwestelijke uitloper vormt van het Plateau van Nieuwenhagen en onderdeel is van het Plateau van Schaesberg. In het noordwesten tot zuidwesten gaat het plateau over in de laagte van het Bekken van Heerlen. 

## Geschiedenis
Rond 1900 waren de hellingen van de Leenderberg vrijwel helemaal onbegroeid, waardoor de kapel vanuit het dal goed te zien was.

## Bouwwerken
In het bos staat er slechts één gebouw: de Leenderkapel. Aan de rand van het bos bevinden zich in het zuiden de Onze-Lieve-Vrouw-van-de-berg-Karmelkerk en zuidwesten de Hoeve de Leenhof. Verder naar het noordwesten bevindt zich de restanten van Kasteel Schaesberg. Ten noorden van het bos bevond zich in de Romeinse tijd de Romeinse villa Landgraaf-Schaesberg.